# Храм Серафима Саровського (Новочеркаськ)
Храм Серафима Саровського (рос. Храм Серафима Саровского) — храм в місті Новочеркаськ, Ростовська область, Росія. Побудований 1910 року, наразі не зберігся. 

## Історія
8 травня 1908 року в Новочеркаську відбулося відкриття богадільні в приході Новочеркаського Вознесенського кафедрального собору. На честь цієї події Соборним духовенством було скоєно молебствие з акафістом преподобному Серафиму Саровському Чудотворцю та многоліттям Государю Імператору, Царствующему Дому, Св. Синоду, Донському Архіпастирю і членам соборного піклування.
Богадільня була відкрита в провулку Широкому в будинку №6, що був придбаний для цієї мети піклувальником. З цієї богадільні почалася історія храму в ім'я преподобного Серафима Саровського.
Після відкриття богадільні, Опікунська рада Вознесенського кафедрального собору розпочав збір коштів на будівництво кам'яної Серафимівської церкви. 19 липня 1908 року відбулася урочиста закладка нового храму в ім'я преподобного Серафима Саровського. Напередодні в Богородичному прибудові Вознесенського собору було звершено всенічне бдіння з читанням акафіста преподобному Серафиму. Прибулий до місця закладки храму Високопреосвященний Афанасій осінив народ святительським благословенням. Після освячення води та окроплення хреста, священики поставили хрест на місці передбачуваного престолу. Майстри заклали хрест цеглою. В основу храму була покладена металева дошка з написом про час і обставини закладки церкви. Одночасно із закладкою фундаменту майбутнього храму, йшов збір пожертвувань на подальше будівництво Серафимівського храму. Через два роки Серафимівська церква була побудована і освячена.
Доля церкви була недовгою. Через бруд на провулку Широкому, що ускладнював доступ парафіян до храму, Серафимівській церкві восени 1913 року було надано статус домової церкви. «Донські Обласні Відомості» інформували парафіян, що Указом Святійшого Синоду Серафимівська церква перетворена в домову, і при ній відкрито штат священнослужителів. До наших днів церква не збереглася. На цьому місці нині знаходиться пустир, а поруч стоять гаражі.